# Dybrawa (obwód Błagojewgrad)
Dybrawa (bułg. Дъбрава) – wieś w Bułgarii, w obwodzie Błagojewgrad, w gminie Błagojewgrad. Według danych szacunkowych Ujednoliconego Systemu Ewidencji Ludności oraz Usług Administracyjnych dla Ludności, 15 grudnia 2018 roku miejscowość liczyła 101 mieszkańców.

## Osoby związane z miejscowością
- Milan Zaszew (1917) – bułgarski kmet Błagojewgradu